# Đejmi Hadrović
Đejmi Hadrović (rojenа 13. julija 1988 v Trbovljah) je slovenska vizualna umetnica, filmska ustvarjalka in performerka. Njeno delo se osredotoča na položaj žensk v družbi, feministične in queerovske identitete ter dediščino patriarhalnih struktur na območju Balkana po 1990-ih. Ustvarja v Ljubljani in na mednarodnem prizorišču.

## Življenje in delo
Hadrović je diplomirala na Akademiji za likovno umetnost na Dunaju. Izpopolnjevala se je tudi v okviru mednarodnih umetniških programov. 
Bila je štipendistka avstrijskega Zveznega kanclerata (2017) in prejemnica nagrade mesta Dunaj (2018). Leta 2023 je bila fellow WHW Akademije v Zagrebu. 
Njena praksa obsega kratke filme, umetniške videe, performanse in instalacije, pogosto v povezavi s spominom, zgodovinjenjem in kritiko družbenih norm. Zanimajo jo vprašanja spolne politike, nasilja nad ženskami in kulturnih reprezentacij v postjugoslovanskem prostoru.

## Delo

### Video in film
Hadrović ustvarja kratke filme, videoinstalacije in dokumentarne posnetke. Njena dela obravnavajo teme spola, nasilja in zgodovinske travme. 
Njeni projekti so del stalnih zbirk muzeja MUSA na Dunaju in SCCA-DIVA arhiva v Ljubljani.  

### Performans in instalacija
S performativnimi nastopi in instalacijami raziskuje mehanizme moči, telesnost in vprašanje zgodovinjenja. V svojih delih pogosto uporablja avtofikcijo, osebne izpovedi ter elemente raziskovanja zgodovine balkanskega prostora.  

## Razstave in rezidence
Hadrović je sodelovala na številnih mednarodnih razstavah in rezidencah, med drugim v okviru Residency Unlimited v New Yorku. Njena dela so bila predstavljena v Sloveniji, Avstriji, na Balkanu in širše.

## Nagrade in priznanja
- 2024 – Nagrada Rihard Jakopič, najvišje slovensko priznanje na področju vizualne umetnosti
- 2022 – Nagrada OHO (Young Visual Artist Award), Slovenija
- 2018 – Nagrada mesta Dunaj
- 2017 – Štipendija avstrijskega Zveznega kanclerata
- 2023 – Fellow WHW Akademije, Zagreb